# Musée Hecht
Le musée Reuben et Edith Hecht est un musée d'art et d'archéologie situé sur les terrains de l'université de Haïfa, en Israël. Il a été fondé en 1984.

## Histoire
Le musée Hecht a été fondé en 1984 par Reuben Hecht (en) (1909-1993) directeur de Dagon Silos et membre fondateur du conseil des gouverneurs de l'université de Haïfa. Hecht a recueilli pendant soixante ans des objets archéologiques représentant la culture matérielle de la Terre d'Israël et d'autres civilisations telles que les Cananéens et les Philistins dans l'Antiquité. Il était particulièrement intéressé par les découvertes de la période cananéenne à la fin de la période byzantine, Hecht pensait que l'archéologie était une expression importante du sionisme et ces anciens artefacts étaient la preuve du lien qui unissait le peuple juif à Eretz Israël.

## Collections

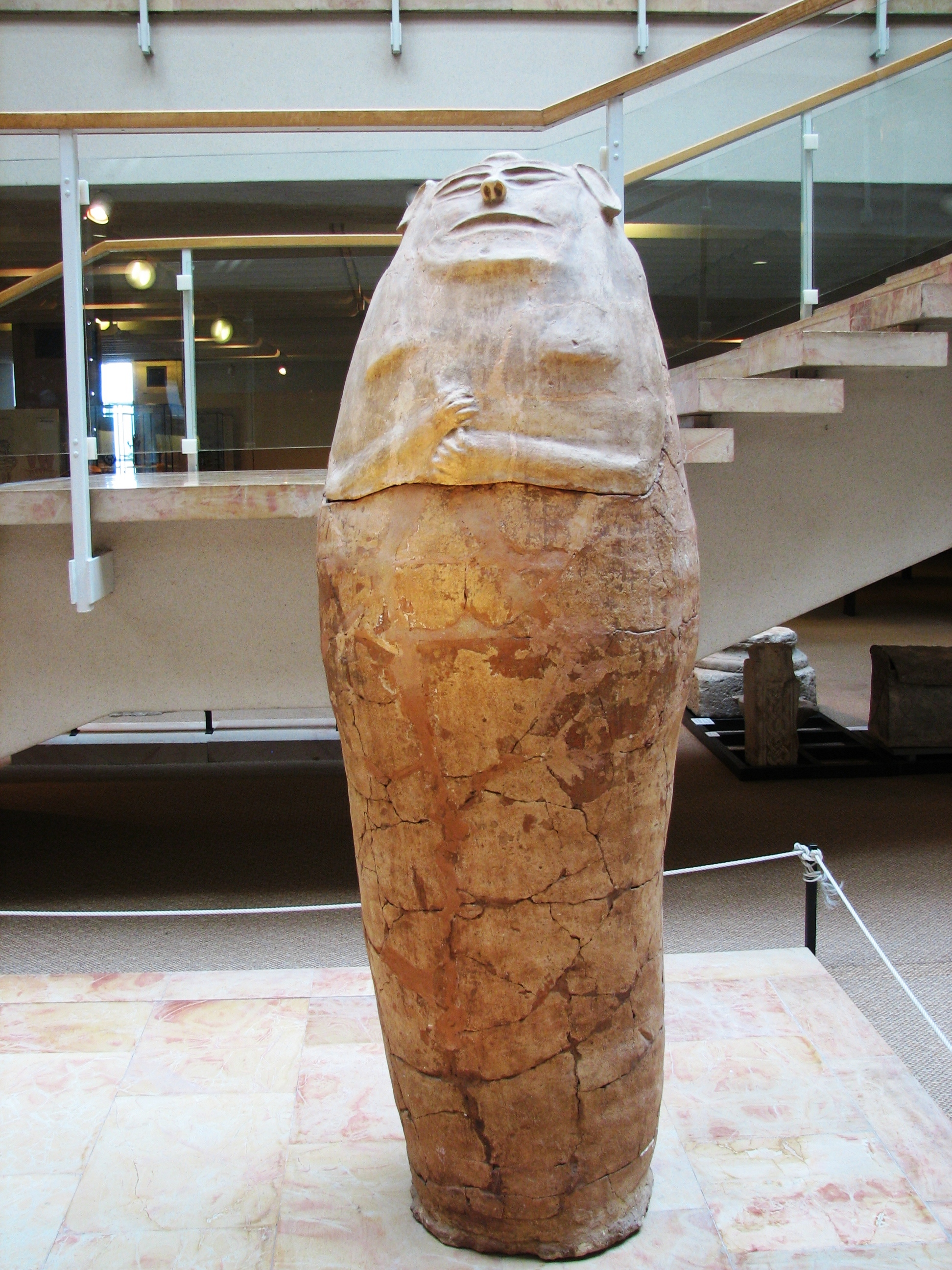
Cercueil anthropoïde de l'âge du bronze tardif de Deir al-Balah.
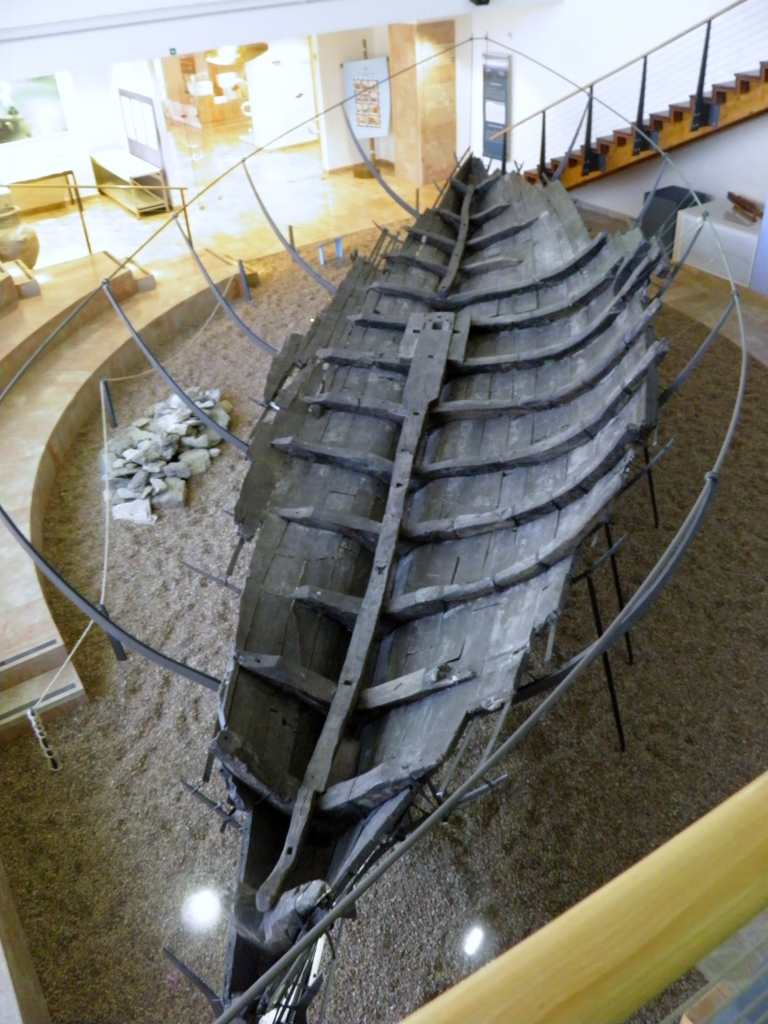
Navire de Ma'agan Michael.
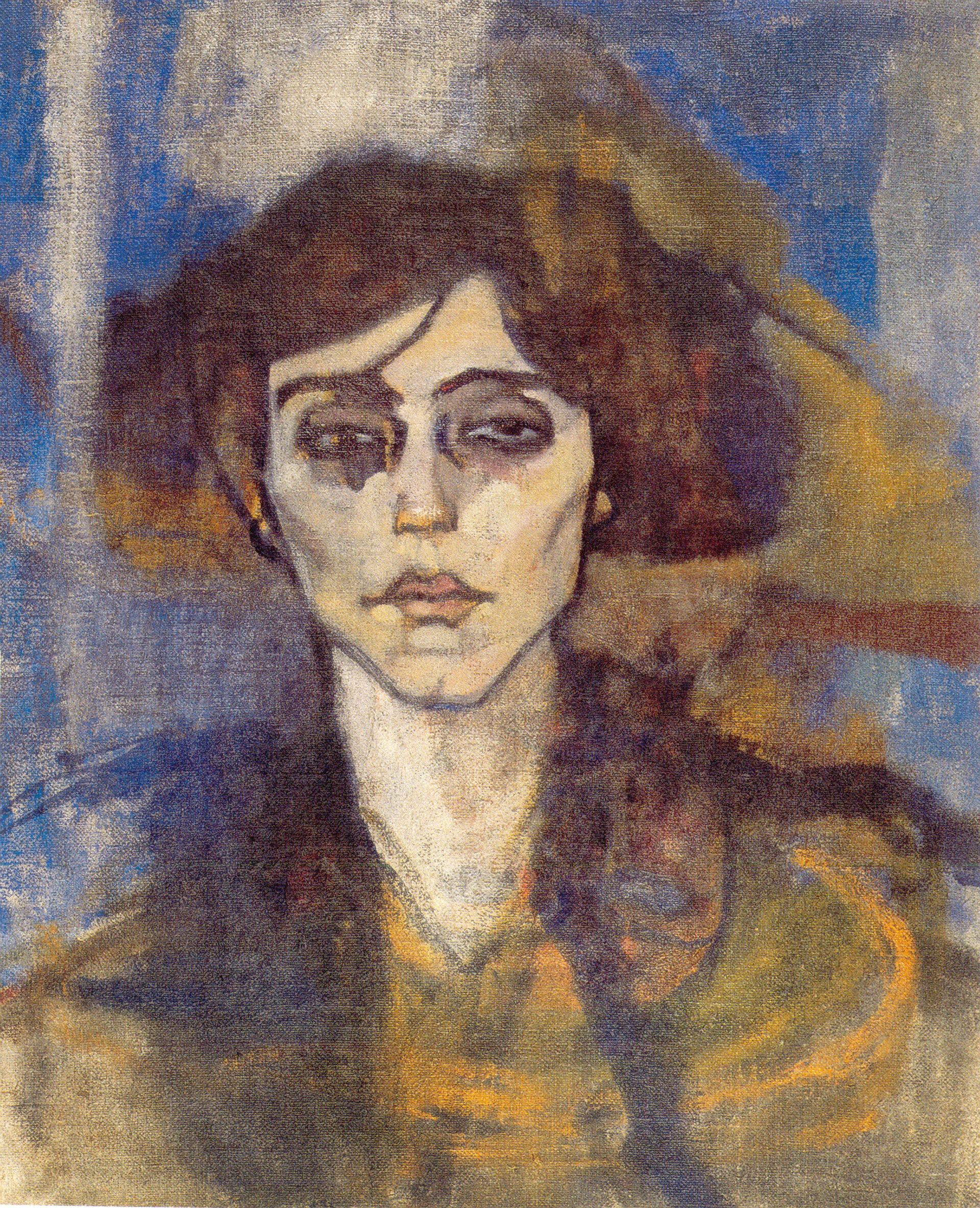
Amedeo Modigliani, 1907, Portrait de Maude Abrantes, huile sur toile, 81 x 54 cm.

## Journal
Michmanim, la revue du musée, publie des articles scientifiques sur la recherche archéologique et des objets de la collection du musée.